# وانغ دونغ
وانغ دونغ (بالصينية: 王栋)، من مواليد 10 سبتمبر 1981 في كوينغداو في الصين، لاعب كرة قدم صيني.
و قد بدأ باللعب مع نادي بودونغ في عام 2000، وفي عام 2001 انتقل إلى نادي تشانغتشون ياتاي.
و قد بدأ باللعب مع منتخب الصين لكرة القدم في عام 2006.

## كأس آسيا 2007
و قد سجل هدفين في مرمى منتخب ماليزيا لكرة القدم.

## روابط خارجية
- وانغ دونغ على موقع قاعدة بيانات كرة القدم.إي يو (الإنجليزية)
- وانغ دونغ على موقع ناشيونال فوتبول تيمز (الإنجليزية)
- وانغ دونغ على موقع Soccerway.com (الإنجليزية)